# Акты Московского государства 1533 года
Правление: 1505—1533 — Василий III Иванович и 1533—1538 — Елена Васильевна Глинская (при малолетнем Иване Грозном 1533-1584).

## Акты Московского государства 1533 года
- 5 января — жалованная грамота ростовского архиепископа Кирилла, об освобождении от дани священо-служителей Ферапонтовой пустыни и принадлежащей ей сельских церквей и о неподсудности их десятинникам.
- 22 января — грамота великого князя Василия Ивановича, о запрещении белозерцам приезжать для торга в Кириллов монастырь.
- 18 мая — Указная грамота великого князя Василия Ивановича в Карачев наместнику Чертову Семёну Михайловичу с извещением о сообщении рыльского наместника Сергеева Василия о возвращении татар под Карачев, а также о соблюдении осторожности и отписке о вестях в Одоев воеводе князю Воротынскому Ивану Михайловичу, в Бобрик воеводе князю Одовскому Роману Ивановичу и в Москву, о направлении в Карачев мещевских и козельских помещиков из полка князя Воротынского.
- Август — жалованная данная (поместная) и несудимая грамота великого князя Василия Ивановича Гиневля Михаилу Ильину на 19 деревень и 2 пустошей в Троицкой волости Костромского уезда.
- Жалованная кормлёная грамота великого князя Ивана Васильевича Вердеревскому Михаилу Васильевичу на волости Шепково и Войничи Рузского уезда с правдой, мытом и тамгой под князем Троекуровым Михаилом.
- Жалованная кормлёная грамота великого князя Василия Ивановича Сухотину Истоме Васильевичу на волости Мышега Тарусского уезда с пятном под Мясоедовым Иваном, с пометой 1546/47 дьяка Цыплятева Ивана.
- Жалованная кормлёная грамота великого князя Ивана Васильевича Кобякову Александру Михайловичу на половину Большой Задубровской слободы в Кашинском уезде с правдой под князем Засекиным Андреем.